# Gnetum neglectum
Gnetum neglectum — вид голонасінних рослин класу гнетоподібних.

## Поширення, екологія
Країни проживання: Бруней-Даруссалам; Індонезія (Калімантан); Малайзія (Сабах, Саравак). Знаходиться в тінистих долинах і пагорбах дощових лісів до приблизно 1000 м. Росте у змішаних диптерокарпово-агатісових лісах на схилах пагорбів, але в основному по берегах річок в первинних і вторинних лісах. Виростає на пісковику і сланцю, а також білих піщаних терасах.

## Використання
Плоди їстівні, коли смажені.

## Загрози та охорона
Конкретні загрози не відомі. Тим не менш, природне середовище проживання виду, ліси на нижніх і середніх висотах, під серйозною загрозою комерційних лісозаготівель і перетворення на плантації олійних пальм і каучуку, а також підвищеної швидкості лісових пожеж. Росте в деяких природоохоронних областях.